# Medicago polyceratia
Medicago polyceratia är en ärtväxtart som först beskrevs av Carl von Linné, och fick sitt nu gällande namn av Ernst Rudolf von Trautvetter. Enligt Catalogue of Life ingår Medicago polyceratia i släktet luserner och familjen ärtväxter, men enligt Dyntaxa är tillhörigheten istället släktet luserner och familjen ärtväxter. Arten förekommer tillfälligt i Sverige, men reproducerar sig inte. Inga underarter finns listade i Catalogue of Life.